# Georg Adam Struve

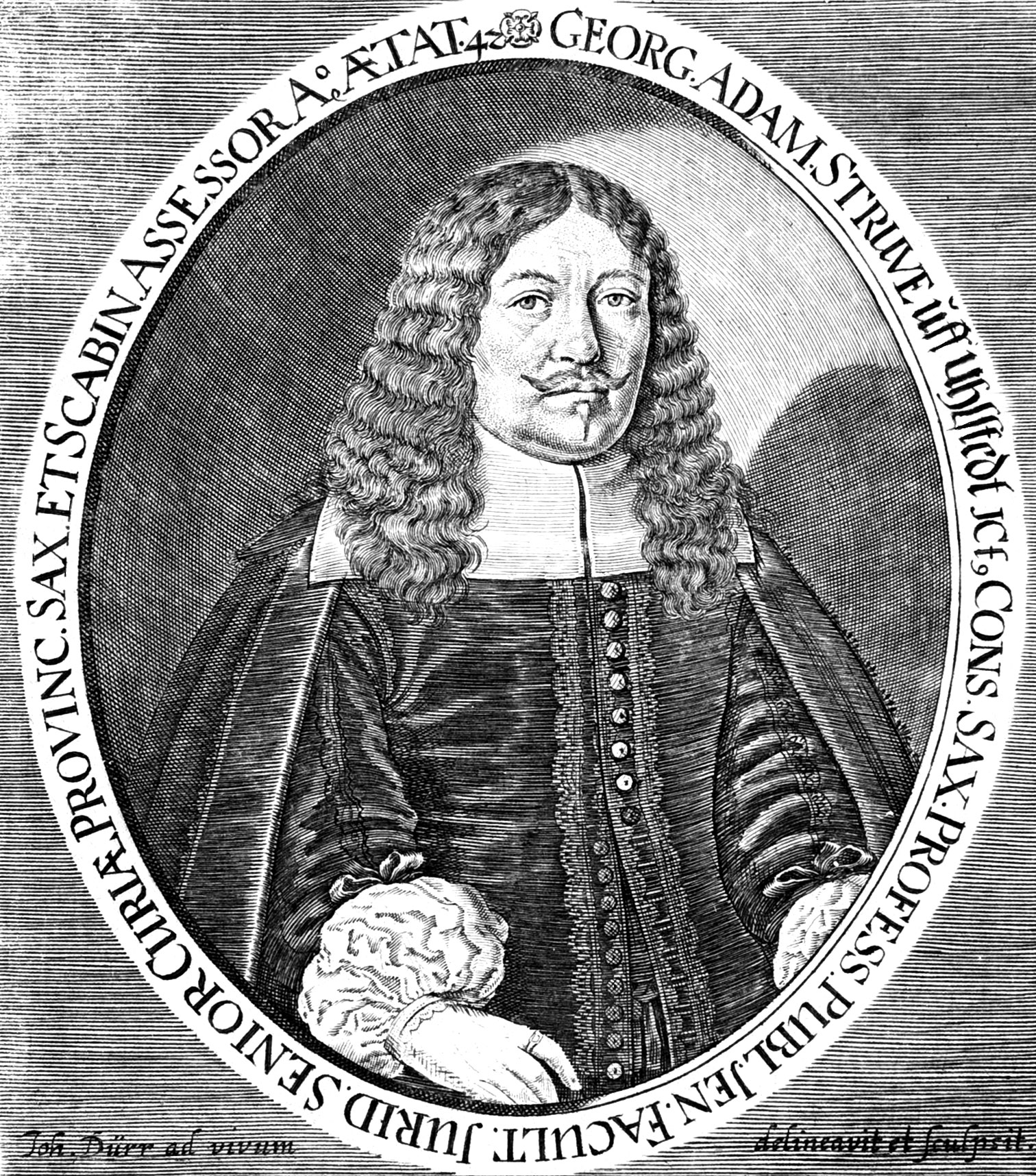
Georg Adam Struve von Johann Dürr

Georg Adam Struve (* 27. September 1619 in Magdeburg; † 15. Dezember 1692 in Jena) war ein deutscher Jurist.

## Leben
Georg Adam Struve war der Sohn von Bartholomäus Struve, Erbherr auf Wanzleben und Möllenvoigt des Erzbistums Magdeburg (* 4. Februar 1588 in Cramme; † 15. Februar 1650 in Magdeburg), und der Anna Margaretha Brunner (* 26. September 1598 in Schleusingen; † 24. August 1669 in Magdeburg). Ihre Vorfahren waren in der väterlichen Linie unter anderem Ratsherren in Eger.
Anfänglich wurde Georg Adam durch Privatlehrer ausgebildet, besuchte anschließend die Schule in Magdeburg und kam 1630 auf das Gymnasium in Schleusingen. Mit 17 Jahren immatrikulierte er sich am 11. Juni 1636 an der Universität Jena für die Fächer Philosophie, Geschichte und Jura. Hier besuchte er die Vorlesungen an der Philosophischen Fakultät von Philipp Horst, Daniel Stahl, Johann Zeisold und Johann Michael Dillherr. Danach frequentierte er den Unterricht an der juristischen Fakultät bei Dominicus Arumäus, Peter Theodericus, Erasmus Ungebauer und Ortholph Timann. 1641 wechselte er an die Universität Helmstedt, wo Conrad Hornejus, Hermann Conring und Heinrich Hahn seine Lehrer wurden.
Nach dem erfolgreichen Abschluss seines Studiums, wurde er 1645 zum Beisitzer am Schöffenstuhl in Halle/Saale berufen.
Im darauf folgenden Jahr promovierte Struve in Helmstedt zum Doktor der Rechte und nahm am 12. Dezember 1646 einen Ruf als Professor nach Jena an. 1647 wurde er als Beisitzer an das Hofgericht berufen. Stuve beteiligte sich auch an den organisatorischen Aufgaben der Salana. So war er vierzehnmal Dekan der juristischen Fakultät und in den Sommersemestern 1650, 1656 Rektor der Alma Mater. Die Stadt Braunschweig berief ihn 1661 zum Rat der Stadt. Nach mehr als zwanzigjähriger Lehrtätigkeit avancierte er 1667 zum Hofrat in Weimar und 1672 wurde er zum Geheimen Rat der Herzöge von Sachsen-Weimar befördert. Ab 1674 bekleidete Struve wieder an der Universität Jena einen juristischen Lehrstuhl als Ordinarius der Juristenfakultät. Als Lehrstuhlinhaber wurde er 1680 mit der Kontrolle und Gesamtleitung über die Vormundschaftsregierung, des Konsistorialpräsidiums und des Direktoriums des Steuerwesens betraut. Im Alter von 73 Jahren starb Prof. Georg Adam Struve am 15. Dezember 1692 in Jena.
Struve wird zu den wichtigsten Juristen des Usus modernus gezählt. Sein wichtigstes Werk, die Iurisprudentia Romano-Germanica forensis, wurde zwischen 1670 und 1771 31-mal aufgelegt – zum Teil mit Kommentierungen durch weitere namhafte Juristen. Für einen Zeitraum von mehr als 100 Jahren war das Werk sowohl für Studenten und Rechtslehrer als auch für Richter und Advokaten ein Standardwerk.

## Familie
Struve war zweimal verheiratet: Seine erste Ehe schloss er am 6. November 1648 in Jena mit Anna Maria Richter (* 11. April 1634, † 12. Februar 1662 in Jena), der Tochter des Jenaer Professors Christoph Philipp Richter. Seine zweite Ehe ging er am 30. August 1663 in Dresden mit Susanne Berlich (* 1647 in Jena, † 22. Januar 1699 ebd.), der Tochter des kursächsischen Hofrats Burckard Berlich, ein. Aus beiden Ehen gingen insgesamt 26 Kinder hervor.
Von den Kindern erster Ehe kennt man:
- Johann Wilhelm Struve, Anwalt in Arnstadt,
- Georg Christoph Struve (* 7. Oktober 1649 in Jena; † 25. Mai 1669 in Altdorf),
- Dr. med. Johann Philipp Stuve (* 26. März 1652 in Jena; † 1. April 1685 in Jena),
- Johann Christian Struve,
- Johann Ernst Struve,
- Friedrich August Struve, Erbsasse Lobeda, ⚭ 20. September 16664 in Lobeda mit Maria Elisabeth Löber * 26. September 1664; † 10. Juni 1710,
- Anna Katharina Struve.

Aus zweiter Ehe sind bekannt:
- Adam Gottlieb Stuve (* 13. Dezember 1664 in Jena; † 27. Oktober 1670 in Weimar),
- Lizentiat jur. Georg Gottlob Struve,
- Burkhard Gotthelf Struve,
- Werthold Gottfried Struve,
- Prof. Dr. jur. Friedrich Gottlieb Struve,
- Adam Jonathan Struve,
- Ernst Gotthold Struve, Mediziner,
- Dorothea Susanna Struve, welche mit dem Assessor in Halle (Saale) August Friedrich Werneccio verheiratet war,
- Magaretha Barbara Struve, verheiratet mit dem Prof. Dr. jur. Heinrich Ernst Flörcke (12. August 1660 Ullenhhausen; † 25. Mai 1741),
- Eva Christina Struve (jung verstorben),
- Sophia Caritas Struve († 28. April 1674 in Weimar).

## Werke
- Jurisprudentia Romano-Germanica forensis, Jena 1670. (Digitalisat)
- Juris-Prudenz, oder: Verfassung derer Land-üblichen Rechte (1. Auflage 1689; 2. Auflage 1696; 3. Auflage 1711; 5. Auflage, Christoph Gottlieb Nicolai, Leipzig, 1732).
- Syntagma juris feudalis. 1653. (Digitalisat der 3. Auflage Götz, Jena 1664)
- Syntagma iurisprudentiae, secundum ordinem pandectarum concinnatum. 1658.